# مقاطعة أفويليس (لويزيانا)
مقاطعة أفويليس (بالإنجليزية: Avoyelles Parish, Louisiana)‏ هي إحدى مقاطعات ولاية لويزيانا في الولايات المتحدة. تأسست سنة 1807، وتبلغ مساحتها 2242 كم2، بلغ عدد سكانها 42073 نسمة في عام 2010 حسب إحصاء مكتب تعداد الولايات المتحدة وتصل الكثافة السكانية فيها 19 نسمة/كم2.

## وصلات خارجية
- United States Counties